# Chiesa di Santa Maria Assunta al Tufello
(Iscrizione sopra il portale)
La chiesa di Santa Maria Assunta al Tufello è un luogo di culto cattolico di Roma, situato nel quartiere Monte Sacro, in via Capraia.

## Storia
Essa fu costruita su progetti di Tullio Rossi fra il 1949 e il 1950 e consacrata da Luigi Traglia, Vicegerente di Roma, il 22 luglio 1950.
La chiesa è sede parrocchiale, istituita il 2 luglio 1950 con il decreto Quo facilius del cardinale vicario Francesco Marchetti Selvaggiani.

## Descrizione
La modesta facciata della chiesa reca in alto lo stemma marmoreo di papa Pio XII. Il portale è sormontato da un mosaico che riproduce Cristo assiso in trono benedicente.
L'interno è ad un'unica navata con abside e soffitto a capriate. Dal punto di vista artistico interessa in modo particolare la zona del presbiterio: all'altare una pala dell'Assunzione di Maria inquadrata tra due colonne di granito; ai suoi lati sono riprodotti in mosaico dodici episodi evangelici; a sinistra e a destra dell'altare, ai piedi del presbiterio, sono posti rispettivamente l'ambone, con la riproduzione in bronzo dei simboli dei quattro evangelisti, e il tabernacolo a raggiera.
Tre statue devozionali sono collocate nella parte alta della parete di destra, sopra la porta che conduce in sacrestia, ove un tempo si apriva la cantoria. Interessante è la Via Crucis, ove ogni episodio è raffigurato solo con primi piani o mezzi busti dei protagonisti. All'entrata, sulla sinistra, è il fonte battesimale costituito da una vasca ottagonale di marmo.
Lungo la parete destra della navata, a metà chiesa, si trova l'organo a canne, costruito dalla ditta organaria Fratelli Ruffatti nel 1963. Originariamente collocato sulla cantoria posta sopra la porta della sagrestia, nel 2000 è stato collocato nella posizione attuale. L'organo è a trasmissione mista, meccanica per i manuali ed il pedale, elettrica per i registri e gli accessori, ed ha un'unica tastiera di 61 note ed una pedaliera di 32.